# Eva Weissenberger
Eva Weissenberger (* 3. Oktober 1972) ist eine österreichische Journalistin, Medienmanagerin und Buchautorin. Von Jänner 2015 bis Jänner 2017 war sie Chefredakteurin der Zeitschrift News.

## Leben
Weissenberger begann ihre Karriere 1998 bei der Tageszeitung Die Presse. Daneben leitete und moderierte sie bei dem Wiener Kabel-Fernsehsender TIV das wöchentlich ausgestrahlte Polit-Magazin Newsroom. Von 2000 bis 2005 arbeitete sie als Politik- und Medienredakteurin bei der Wochenzeitung Falter. Freitags erschien ihre Kolumne Weissraum in der Tageszeitung Die Presse. In den Jahren 2000 und 2001 war sie Moderatorin der online Videodiskussion Echtzeit auf wienweb.at. 2005 wechselte Weissenberger zum ORF, wo sie für die Zeit im Bild sowie die Magazine Report und wie bitte? Beiträge gestaltete beziehungsweise als Außenmoderatorin im Einsatz war. 2007 wechselte sie in das Wiener Büro der Kleinen Zeitung. Von 2012 bis 2015 war Weissenberger als Nachfolgerin von Reinhold Dottolo Chefredakteurin der Kleinen Zeitung Kärnten. Unter ihrer Leitung erschien 2013 erstmals eine durchgehend zweisprachige Beilage zum Bleiburger Wiesenmarkt/Pliberški jormak
Am 2. Dezember 2014 wurde bekannt, dass Weissenberger als Chefredakteurin zur Zeitschrift News wechselt. Der Erscheinungstag des Magazins wechselte daraufhin von Donnerstag auf Samstag. Weissenberger besetzte außerdem die Führungsriege des Magazins neu, in die Redaktion sowie in die Art Direktion berief sie ehemalige Weggefährten der Wochenzeitung Falter sowie Redakteure und Redakteurinnen von Puls 4, dem Standard, ServusTV oder der Furche. Sie kündigte außerdem eine neue Tonalität sowie eine neue Optik für das Magazin an. Mit Ende Jänner 2017 verließ sie die Zeitschrift News, ihr folgte Esther Mitterstieler als Chefredakteurin nach.
Seit 2017 betreibt Weissenberger gemeinsam mit Julia Ortner und Sebastian Krause das Podcastlabel und die Medienkonzeptionsfirma Missing Link Media. Gemeinsam veröffentlichen sie den ersten regelmäßigen Politikpodcast Österreichs „Ganz offen gesagt“. Sie absolviert aktuell den Masterstudiengang „Leadership in digitaler Kommunikation“ an der Universität der Künste Berlin und dem Institut für Medienmanagement an der Universität St. Gallen.
Eva Weissenberger ist Vortragende an der Österreichischen Medienakademie, Kuratorium für Journalistenausbildung in Salzburg und an der FHWien. Sie tritt regelmäßig als Ko-Moderatorin der Pressestunde (ORF 2) und von «60 Minuten.Politik» (ORF III) auf.

Sie sitzt im Vorstand von IQ Österreich, einer Initiative für Qualität im Journalismus und war von 2011 bis 2014 Vorsitzende des Vereins. Seit der Wiederbelebung des Selbstkontrollorgans Österreichischer Presserat ist Weissenberger Mitglied einer der drei Senate. Weissenberger ist stellvertretende Vorsitzende des Publizistischen Beirates des VÖZ.
Im Dezember 2018 wurde bekannt, dass sie ab Jänner 2019 die Leitung des Data & Media Centers der Wirtschaftskammer Österreich (WKO) übernehmen soll. Von Oktober 2020 bis Februar 2022 war sie Vizepräsidentin des Friedrich Funder Instituts und Mitglied des Fachbeirates des fjum_forum journalismus und medien wien. Seit 2022 ist sie Mitglied der Presseförderungskommission der KommAustria sowie Mitglied im Förderbeirat für den Privatrundfunk der RTR.

## Auszeichnungen
- 2002: Journalistinnenpreis Die Spitze Feder
- 2004: Ambassador Milton Wolf-Fellowship an der Duke University, Durham, North Carolina, USA.
- 2009: Kurt-Vorhofer-Preis[20]
- 2009: Alfred Geiringer-Stipendium für das Thompson Reuters Institute for the Study of Journalism, Oxford University, Oxfordshire, UK.
- 2012: Leopold-Kunschak-Pressepreis
- 2013: Concordia-Preis für Pressefreiheit für die Redaktion der Kleinen Zeitung Kärnten
- 2013: Dr.-Karl-Renner-Publizistikpreis

## Werke
- Klaus Stimeder, Eva Weissenberger: Trotzdem. Die Oscar Bronner Story, Ueberreuter, 2008. Neu aufgelegt unter dem Titel Trotzdem. Oscar Bronner. Eine Biografie., redelsteiner dahimène edition, Wien 2013.